# 羌族傳統信仰

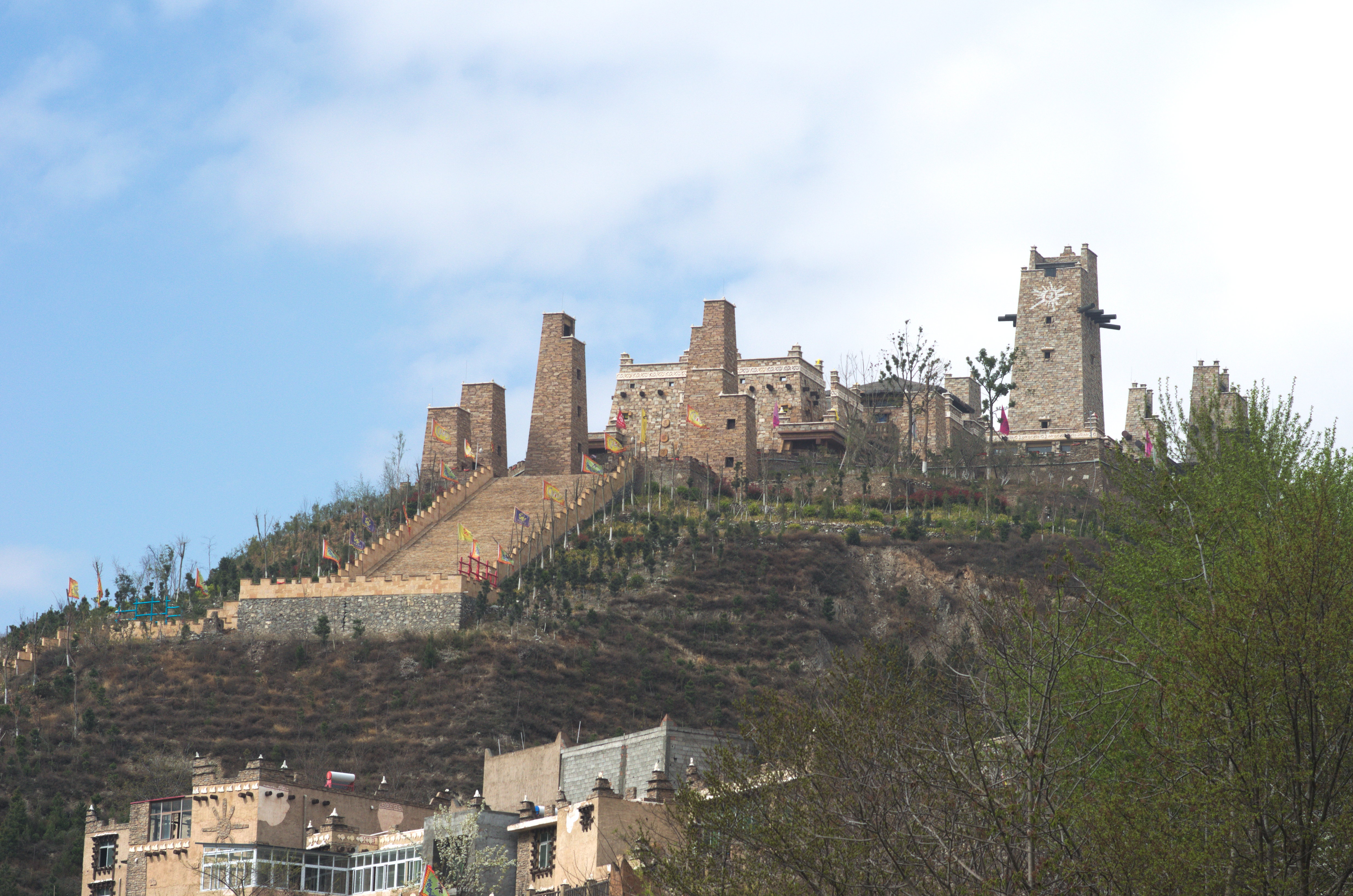
四川茂縣祭祀炎帝、大禹和夏景宗的銀龜神廟

羌族傳統信仰是中國四川省西部羌族信仰的本土宗教，與附近的漢族和藏族民間信仰密切相關:14。

## 神靈
羌族的傳統信仰是泛神論的，涉及自然崇拜和祖先崇拜，每个羌族村寨的山后都有片被视为为山神之所的神树林，人們崇拜白石:14，信仰一位至高無上的上帝，名叫 Mubyasei，與漢族的“天”概念相連，羌族傳統上比附之為玉皇大帝:140–144，認為是神灵在人間的居所，羌族民居多在房顶置五块、七块或九块羌语称之为“阿渥尔”的白石英石，中间最大的一块为天神的象征，每天的早晨或黄昏都要在烧柏枝祭祀。宗教和祭祀的儀式由“释比”指導，他們是是羌族神學、歷史和神話的守護者，被视为神人相通的使者，享有很高的威望。

## 祭祀
兩個最重要的宗教節日是農曆十月初一的羌年以及在農曆二月和六月之間舉行的祭山節，前者祭祀天神，後者祭祀山神:14，农历十月初一羌历年和春节期间，全家老少上屋顶以酒、肉、饭馍等供品向白石供奉以祭祀上天，祭山節的時節一般是农历正月、五月、十月，全村男子带着月牙形或三叉形的白面馍馍和煮熟了的猪膘肉清晨上山祭祀，还有一种俗称“搜山求雨”祈雨活动，祈雨前禁止任何人入山，在下举行祈雨法事。當男孩满18歲时舉行成年儀式，男孩全家到山頂祭祀一隻羊或牛，並種三棵柏樹:14–15。释比主持的羊髀骨卜在羊宰杀后烧煮前取髀骨用以占卜运气、病因、祸福、吉凶、胜负等。